# I Don't Think So (Kelis)
I Don't Think So è un brano musicale della cantante R&B statunitense Kelis, pubblicato come quarto ed ultimo singolo estratto dall'album Kelis Was Here del 2006.
Il brano ha ottenuto una certa popolarità in Australia, in quanto utilizzato per pubblicizzare l'ottava edizione dell'edizione locale del Grande fratello e negli Stati Uniti per American Gladiators.

## Classifiche
| Classifica (2008) | Posizione più alta |
| ----------------- | ------------------ |
| Australia         | 27                 |